# Patty Prather Thum
Pour les articles homonymes, voir Prather et Thum (homonymie).
Patty Prather Thum, née le 1er octobre 1853 à Louisville dans l'État du Kentucky aux États-Unis et morte le 28 septembre 1926 dans la même ville, est une peintre, une illustratrice et une critique d'art américaine, connue pour ses paysages et ses natures mortes.

## Biographie
Patty Prather Thum naît à Louisville dans l'État du Kentucky en 1853. Après une première formation artistique auprès de sa mère, elle poursuit ses études au Vassar College de Poughkeepsie dans l'État de New York auprès du peintre Henry Van Ingen (en) puis suit les cours de l'Art Students League of New York avec pour professeurs les peintres William Merritt Chase, Henry Siddons Mowbray et Lemuel M. Wiles (en).
Elle rentre dans sa ville natale au milieu des années 1870 et y installe son studio. Elle peint alors des paysages de la région, avec une prédilection pour les jardins paysagers des comtés d'Oldham et de Jefferson et les fleurs et arbres de la région, tels que le chicot du Canada, le hêtre à grandes feuilles, la fleur de Lys, le solidage géant, le tulipier de Virginie et le platane d'Amérique, des natures mortes et des portraits. Elle travaille également comme illustratrice pour des magazines, signe des critiques d'art pour le journal Louisville Herald-Post (en) et est membre de différentes associations, comme la Louisville Art Association dont elle assure la présidence. En 1893, elle participe à l'exposition universelle de Chicago, où elle reçoit une mention honorable pour son travail d'illustratrice sur le livre Robbie and Annie: A Child's Story.
Elle décède dans sa ville natale en 1926 et est enterrée au Cave Hill Cemetery.
Ces œuvres sont notamment visibles ou conservées au Speed Art Museum et à la The Filson Historical Society de Louisville.

## Œuvres

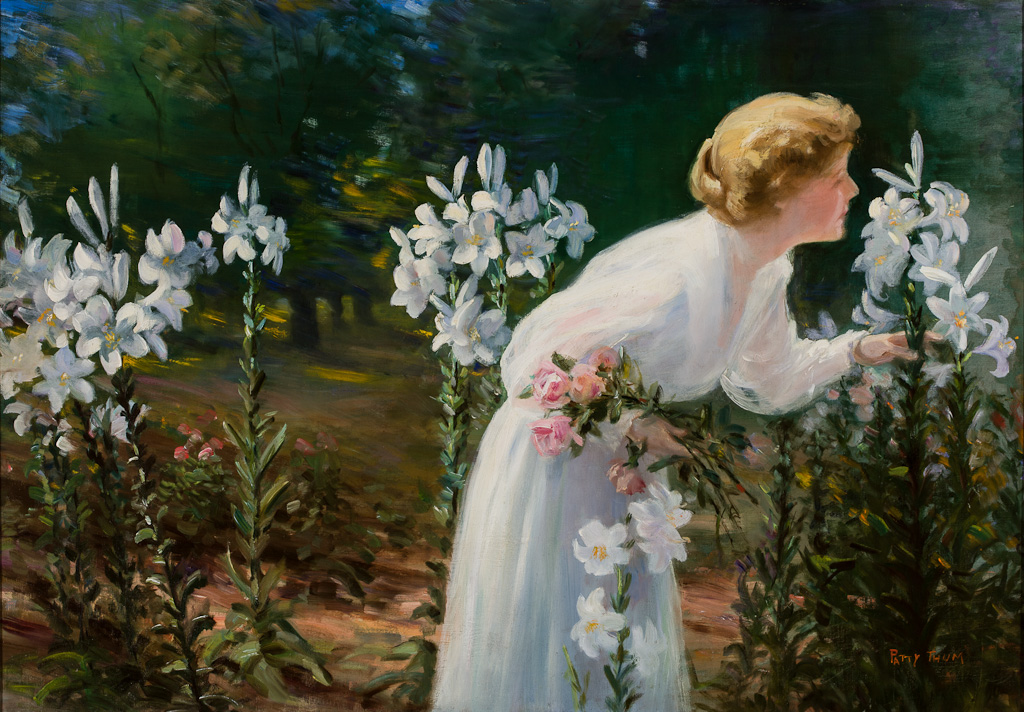
The Lady of the Lilies, vers 1910, Speed Art Museum
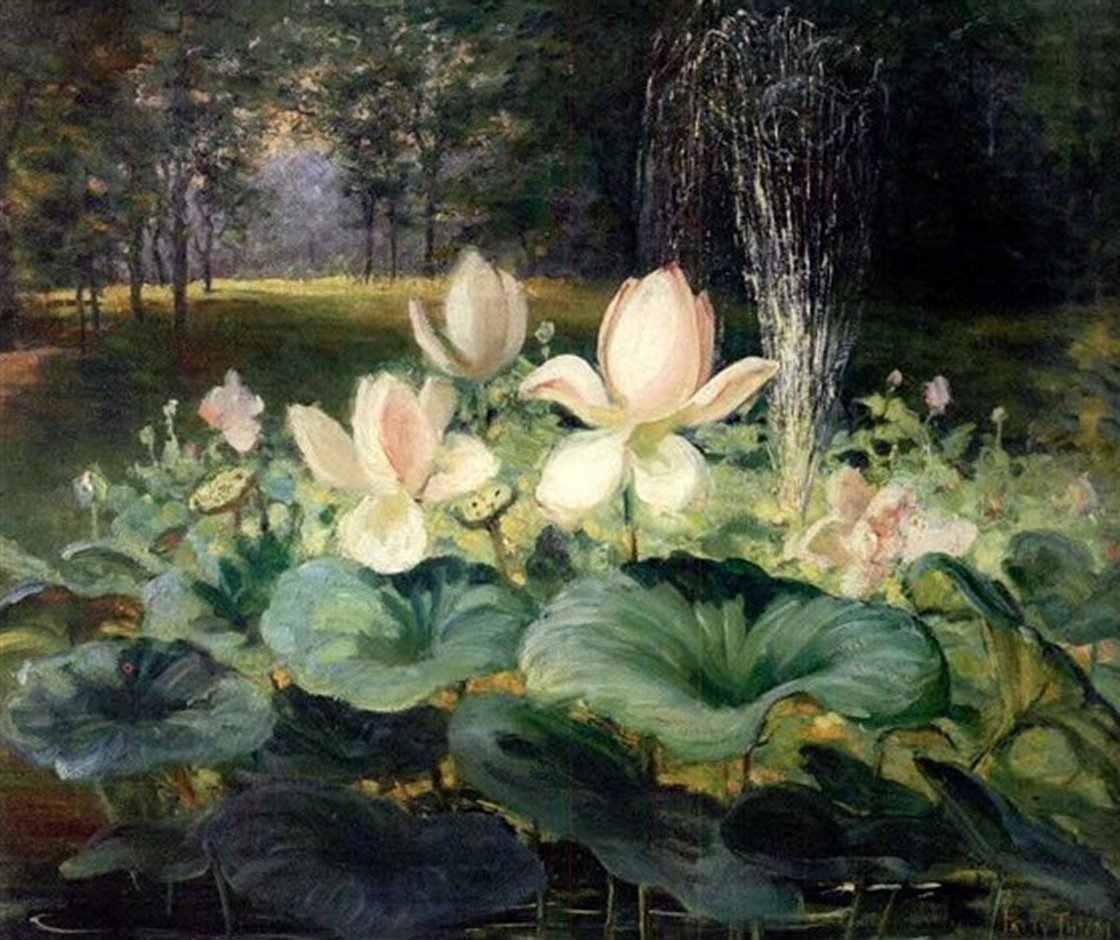
The Fountain
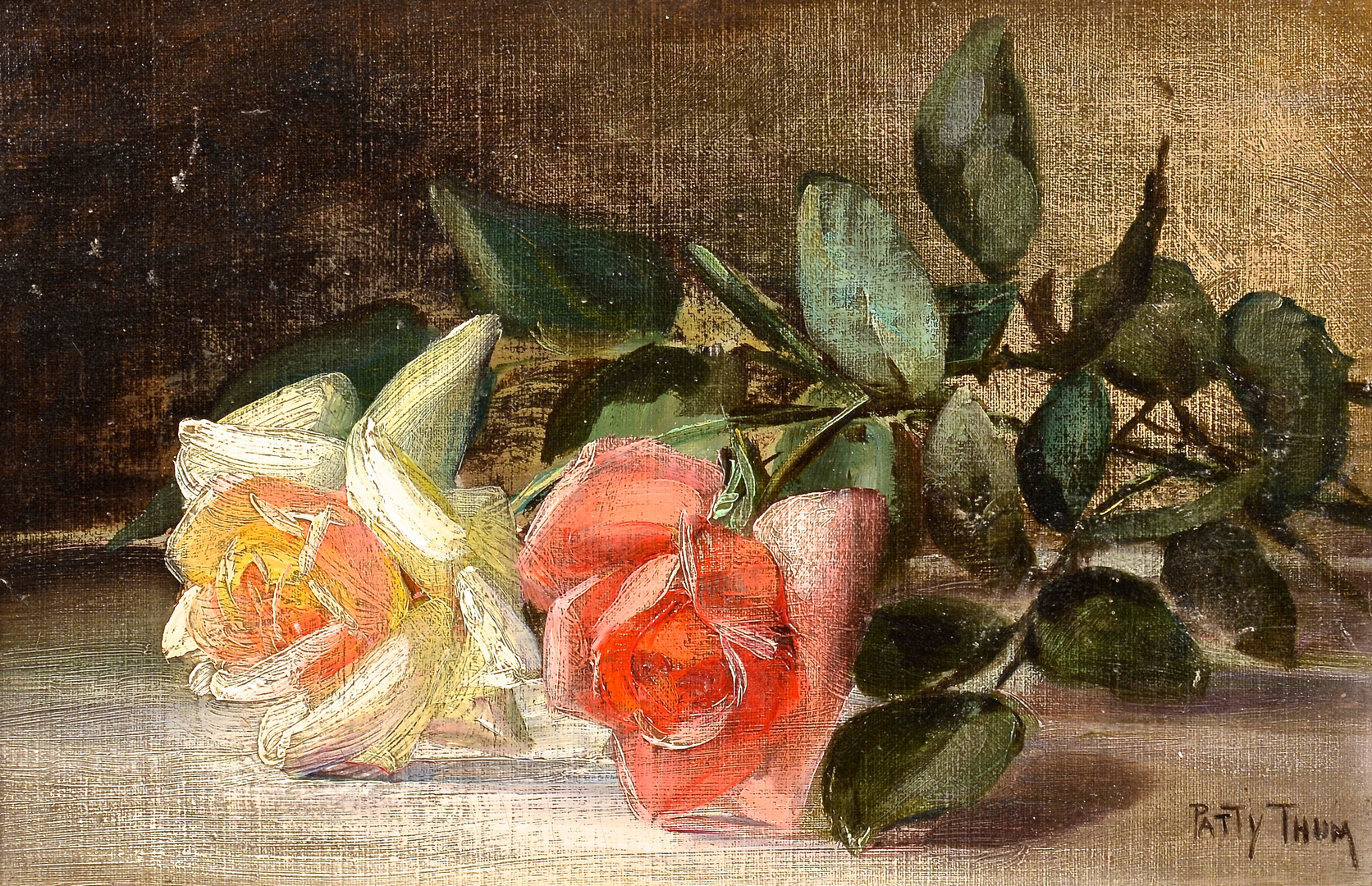
Still Life with Two Roses